# Gülshat
Gülshat är en ort i Kazakstan.   Den ligger i oblystet Qaraghandy, i den centrala delen av landet, 600 km söder om huvudstaden Astana. Gülshat ligger 375 meter över havet och antalet invånare är 891.
Terrängen runt Gülshat är platt.  Trakten runt Gülshat är nära nog obefolkad, med mindre än två invånare per kvadratkilometer. Det finns inga andra samhällen i närheten. 